# Motolice jelení
Motolice jelení, (Paramphistomum cervi, Zeder 1790), nebo také motolice bachorová, je kosmopolitně rozšířený parazit volně žijících i domácích přežvýkavců. Dospělé motolice jsou několik milimetrů velcí, načervenalí červi rohlíčkovitého tvaru, žijící přisedle na papilách bachorové sliznice definitivního hostitele. K vývoji potřebují mezihostitele, vodního plže, nejčastěji z čeledi okružákovitých (Planorbidae) nebo plovatkovitých (Lymnaeidae). Proto je endemický výskyt motolice jelení navázaný na podmáčené pastviny, okraje vodních toků či na pastviny v minulosti zaplavené vodou.
Z domácích zvířat je motolice jelení významným parazitem především skotu, v menší míře ovcí. Onemocnění u nich nezpůsobují dospělé motolice, ale nezralá stadia mladých motolic, které migrují střevní sliznicí do žaludků zvířete a přitom střevní výstelku do hloubky ničí. Choroba způsobená touto migrací se nazývá parampfistomóza nebo také střevní amfistomóza, projevuje se chřadnutím, nechutenstvím a silným zapáchajícím průjmem a u silně napadených zvířat může dojít i k úhynu.
Motolice jelení patří do velké skupiny tzv. bachorových motolic z čeledi Paramphistomatidae s dosud nejasnou taxonomií. Například ve Velké Británii a Irsku dominuje u skotu blízce příbuzný druh Calicophoron daubneyi.

## Vývojový cyklus a morfologie

### Vajíčko
Motolice jelení dosahují pohlavní dospělosti v bachoru, kde žijí na povrchu sliznice přichycené na bachorové papily. Kladou vajíčka, která odcházejí s trusem zvířete do vnějšího prostředí.
Vajíčka mají oválný tvar, délku 114–176 μm a šířku 73–100 μm a velice se podobají vajíčkům motolice jaterní, od které se odlišují barvou, vajíčka motolice jaterní jsou žlutohnědá, vajíčka motolice jelení mají průhledný obal.
K dalšímu vývoji potřebují vajíčka vodu. Optimální teplota vody pro jejich další vývoj je 27 °C, při této teplotě se líhnou za 12 až 17 dní.

### Miracidium
Po dokončení vývoje se z vajíčka líhne obrvená larva zvaná miracidium. Miracidia aktivně plavou a vyhledávají mezihostitele. Mezihostiteli jsou plži navázaní na vodní prostředí, jako je terčovník vroubený (Planorbis planorbis) nebo bulína druhu Bulinus liratus a Bulinus mariei z čeledi okružákovití. Může však infikovat i plže z čeledě plovatkovitých. Například v Severní Americe má stejné mezihostitele jako motolice jaterní, tedy plovatkovité plže druhu Pseudosuccinea columella a Fossaria (Galba) bulimoides.

### Sporocysta
Miracidia se provrtávají přes pokožku nalezeného plže. Mladší plži jsou vnímavější k infekci než starší jedinci. Uvnitř plže miracidia ztrácí brvy a přeměňují se na vakovitou sporocystu, útvar 93 μm s průměrem 53 μm.

### Redie
Za 11 dní po infekci plže se v každé sporocystě vytvořilo až osm redií. Po jejich uvolnění ze sporocysty tato zaniká. Redie ještě asi deset dní rostou a dozrávají a plně zralé jsou 0,5 - 1 mm dlouhé. V té chvíli každá obsahuje 15 - 30 cerkarií.

### Cerkarie
Cerkarie je z redií uvolňují ještě nezralé a proto ještě i ony tráví nějaký čas v plži, než dospějí. Z plže se začínají uvolňovat 34 - 35 dní po infekci. Zralé cerkarie mají hnědou barvu a podobají se dospělé motolici, až na to, že jsou opatřeny dlouhým štíhlým ocáskem. Mají také dvě oční skvrny a dokáží proto vnímat světlo. Plže opouštějí během dne. Cerkarie potřebují, podobně jako miracidia, k přežití vodní prostředí. Pomocí ocásku plavou ve vodě a během krátké doby ulpívají na vegetaci.

### Metacerkarie
Po přichycení se na vegetaci se cerkarie opouzdřují a vzniká infekční stadium motolice zvané metacerkarie. Metacerkarie přežívají vyschnutí a na zaplavené pastvině mohou po ustoupení vody přetrvávat až dva až tři měsíce.

### Dospělé motolice
Definitivní hostitel se nakazí spasením porostu, na kterém jsou zapouzdřené metacerkarie motolic. Ochranný obal metacerkarie se naruší během průchodu žaludkem a v dvanáctníku a na začátku kyčelníku se z něj uvolňují nezralé motolice, které se zavrtávají do sliznice střeva a v ní migrují směrem ke slezu zvířete. Přitom sliznici do hloubky poškozují a je-li motolic pozřeno větší množství, výsledný těžký zánět střev se ztrátou krve a bílkovin do střevního obsahu je podstatou klinicky zjevné paramfistomózy.
Jakmile se nezralé motolice dostanou do slezu, vrací se ze sliznice do lumen slezu a migrují přes knihu a čepec do bachoru, kde se přichytávají na bachorové papily a dospívají. Dospělá motolice jelení je 5 – 12 dlouhá a 2 – 4 mm široká, má kuželovité tělo s hřbetní stranou mírně vypouklou a břišní mírně konkávní, takže má poněkud rohlíčkovitý tvar. Díky vlastnímu hemoglobinu je růžová nebo načervenalá. Má dvě přísavky, menší orální na přední části těla a větší břišní, která je však umístěná až úplně na zadní části těla, ne na břiše.
Dospělé motolice jsou jen málo patogenní. V bachoru jich může být značné množství. Jejich přítomnost způsobuje místní zánětlivou reakci a zkrácení bachorových papil. Doba od nákazy definitivního hostitele k vylučování vajíček trusem (tzv. prepatentní perioda) činí 60 - 120 dní.
Během migrace se některé nezralé motolice mohou dostat také do vývodů slinivky a do žlučovodů, kde způsobují nápadné ztluštění jejich stěny.